# Comiac
Comiac är en kommun i departementet Lot i regionen Occitanien i södra Frankrike. Kommunen ligger i kantonen Sousceyrac som tillhör arrondissementet Figeac. År 2018 hade Comiac 213 invånare.

## Befolkningsutveckling
Antalet invånare i kommunen Comiac
| Referens: INSEE |